# Jostia
Jostia es un género monotípico de orquídeas epifitas. Su única especie: Jostia teaguei (Luer) Luer, Monogr. Syst. Bot. Missouri Bot. Gard. 79: 2 (2000), es  originaria de  Bolivia en Santa Cruz. 
Este género fue considerado una vez como parte integrante de Masdevallia  y, desde su publicación en el 2004, es un género segregado, aunque aún no está aceptado de forma unánime.

## Descripción
Es una orquídea de hábitos epífitas de pequeño tamaño, cada vez más prefiere el clima fresco al frío. Tiene ramicaules negruzcos, erectos, delgados que están envuelto basalmente por 2 a 3 vainas tubulares y que llevan una sola hoja, apical , erecta, coriácea, de color verde oscuro, elíptica, ovada, subaguda a obtusa, cuneada y con la base peciolada. Florece en primavera y otoño en una inflorescencia erecta, delgada, cilíndrica de 12 a 21 cm de largo, con varias flores que surgen sucesivamente, por encima de la base del ramicaule con una bráctea encima de la base y brácteas florales tubulares.

## Distribución y hábitat
Se encuentra en Colombia, Ecuador y Perú en los bosques nubosos o nebliselvas en alturas de 1500 a 2450 metros.

## Sinonimia
- Masdevallia braasii H.Mohr 1984[2]
- Masdevallia teaguei Luer, Selbyana 2: 381 (1978).[1]